# 安得思
安得思（英語：Roy Chapman Andrews，1884年1月26日—1960年3月11日），本名罗伊·查普曼·安德鲁斯，美国探险家、博物学家，曾任美国自然历史博物馆馆长。他以20世纪初对中国、蒙古等地的科考探险而知名，从中他得到了许多重要发现，包括首次发现了恐龙蛋化石。

## 生平

### 早年
安得思于1884年1月26日出生于威斯康星州伯洛伊特（Beloit）。童年时期，他便对化石等发生兴趣，喜欢在野外探险，并且练就了一手好枪法。同时他还自学了动物标本剥制术，并从中赚得了一笔钱。靠这些钱他进入伯洛伊特学院（Beloit College）就读，并成为ΣΧ兄弟会的成员。
1905年3月31日，大学三年级时，安得思曾在恶劣的条件下在罗克河上划船，后来船不慎被倾翻，他的朋友蒙提·怀特（Monty White）因此不幸溺水身亡，而他则幸存了下来。毕业后，他凭着剥制动物标本赚得的一些钱前往纽约，并在美国自然历史博物馆找到了一份工作。由于没有空缺的职位，他只能在动物标本剥制部门做门卫工作，并开始为博物馆收集标本。在以后几年时间中他边工作边学习，后来获得哥伦比亚大学哺乳动物学硕士学位。

### 职业生涯
1909年至1910年间，他随信天翁号（USS Albatross）前往东印度群岛，在那里他收集蛇、蜥蜴等动物，并对海洋哺乳动物进行观察。1913年，他随女冒险家号（Adventuress）帆船一同前往北极地区。他们原本是想为美国自然历史博物馆获得一份弓头鲸标本。虽然最后没能达成目的，但他还是成功地拍摄了一些以前未曾见过的海豹镜头。
1914年他与伊维特·博勒普（Yvette Borup）结婚。1916年至1917年间，他们二人带领博物馆的一支亚洲动物考察团（Asiatic Zoological Expedition）前往中国，曾到过云南西南部以及中国境内其他一些地方。他此后在《在中国的宿营和行踪》（Campus and Trails in China）一书对此段经历有记载。
1920年安得思再度前往中国，从北京乘坐道奇汽车往西去蒙古考察。1922年考察团发现了巨犀化石并于同年12月19日送回博物馆。1920年代期间，他曾希望在蒙古发现一些人类起源的痕迹。虽未得尝所愿，不过他还是发现了珍贵的恐龙骨头。在1922年至1925年间四次在戈壁的探险中，他发现了原角龙、一窝原角龙蛋（后来实证是偷蛋龙的蛋）、绘龙、蜥鸟龙、偷蛋龙、伶盗龙等，这些都是以前不为人知的。
1923年7月13日，探险队在历史上首次发现了恐龙蛋。最初人们认为它们是属于角龙下目的原角龙的蛋，但最终在1995年被证实这些蛋其实是属于兽脚亚目的偷蛋龙的。沃特·格兰杰（Walter W. Granger）还发现了白垩纪的一副头骨。1925年博物馆寄回一封信说这副头骨是属于稀有的哺乳动物。1926年至1927年间探险告一段落。1928年探险队的发现曾在张家口为中国当局所收缴，从而引发美国驻华外交官与中国当局间的交涉，最终这些收藏的古物被退还了回来。1929年探险队最终被取消。1930年，他又在最后一次旅行中发现了一些乳齿象化石。影像师詹姆斯·沙克尔福德（James B. Shackelford）为安得思拍摄了许多探险途中的影像。（安得思探险的六年后，美国自然历史博物馆又受蒙古政府之邀回到蒙古继续探险考察。）此后安得思回到美国并与他的妻子离婚。
1927年美国童军授予他“荣誉童军”（Honorary Scout）称号，这一新设立的称号是授予“在户外活动、野外探险等领域所取得的成就能满足儿童们想象的美国公民”。
1908年时安得思加入了纽约在探险家俱乐部（The Explorers Club）。1931年至1934年间他曾任俱乐部主席。1934年安得思出任美国自然历史博物馆馆长。1942年退休后在加利福尼亚州卡梅尔（Carmel-by-the-Sea）居住。在那里他撰写了自己一生的经历并于1960年去世。死后他被安葬在家乡伯洛伊特的奥克伍德墓地（Oakwood Cemetery）中。

## 与印第安那·琼斯的联系
虽然有许多人认为安得思是印第安那·琼斯这一角色的最初原型，不过无论是乔治·卢卡斯还是电影的其他创作人都未曾对此予以证实。长达120页的电影文字记录中也未曾提到过安得思。史密森频道（Smithsonian Channel）的一项分析认为两者的联系是间接的，安得思（与其他探险家）是1940年代至1950年代一些探险电影中英雄形象的原型，而这些形象又赋予卢卡斯等人灵感从而创造了印第安那·琼斯这一角色。

## 著作
- 《太平洋鲸类专题》（Monographs of the Pacific Cetacea，1914年至1916年）
- 《用枪和相机捕鲸》（Whale Hunting With Gun and Camera，1916年）
- 《在中国的宿营和行踪》（Camps and Trails in China，1918年）
- 《穿过蒙古大草原》（Across Mongolian Plains，1921年）
- 《踏上古人的足迹》（On The Trail of Ancient Man，1926年）
- 《地球的末端》（Ends of the Earth，1929年）
- 《对中亚的新征服》（The New Conquest of Central Asia，1932年）
- 《探险事业》（This Business of Exploring，1935年）
- 《安得思的探险》（Exploring with Andrews，1938年）
- 《神奇的地球》（This Amazing Planet，1939年）
- 《吉星高照》（Under a Lucky Star，1943年）
- 《与你的祖先相遇》（Meet your Ancestors, A Biography of Primitive Man，194年）
- 《探险者回家》（An Explorer Comes Home，1947年）
- 《我最喜爱的户外故事》（My Favorite Stories of the Great Outdoors，1950年）
- 《沙漠中的探险》（Quest in the Desert，1950年）
- 《亚洲的心脏》（Heart of Asia: True Tales of the Far East，1951年）
- 《自然的方式》（Nature's Way: How Nature Takes Care of Her Own，1951年）
- 《关于恐龙的一切》（All About Dinosaurs，1953年）
- 《关于鲸鱼的一切》（All About Whales，1954年）
- 《探险之外：三位探险家的一生》（Beyond Adventure: The Lives of Three Explorers，1954年）
- 《搜寻雪豹》（Quest of the Snow Leopard，1955年）
- 《关于古代陌生野兽的一切》（All About Strange Beasts of the Past，1956年）
- 《恐龙的日子》（In the Days of the Dinosaurs，1959年）